# نوفيل أو كورنيت
نوفيل أو كورنيت (بالفرنسية: Neuville-au-Cornet)‏ هي بلدية تقع في إقليم باد كاليه من منطقة نور با دو كاليه في شمال فرنسا. تبلغ مساحة هذه المدينة 2.28 (كم²)، وترتفع عن سطح البحر 146 م، يبلغ عدد سكانها 72 نسمة حسب إحصاء المعهد الوطني للإحصاء والدراسات الاقتصادية سنة 2009 م. وترأس Régis Marquet البلدية خلال فترة (2001-2008).